# Efraim Zuroff
Efraim Zuroff (5 agosto 1948) è uno storico israeliano di origine statunitense che ha svolto un ruolo chiave nel processare i criminali di guerra nazisti e fascisti. Zuroff, direttore dell'ufficio del Simon Wiesenthal Center a Gerusalemme, un centro di ricerca sui crimini di guerra nazisti in tutto il mondo, e l'autore del suo annuale "Status Report" sulle indagini e i procedimenti giudiziari sui criminali di guerra nazisti in tutto il mondo, che include un elenco di criminali di guerra nazisti più ricercati..

## Gioventù
Nato a New York, Zuroff si trasferì in Israele nel 1970 dopo aver completato la laurea triennale in storia (con lode) alla Yeshiva University e gli studi superiori alla Yeshiva University High School for Boys. Ha conseguito un Master in studi sull'Olocausto presso l'Institute of Contemporary Jewry dell'Università Ebraica, dove ha anche completato il dottorato di ricerca, che racconta la risposta dell'ebraismo ortodosso negli Stati Uniti all'Olocausto e si concentra sui tentativi di salvataggio lanciati dal comitato di salvataggio Vaad ha-Hatzala istituito dai rabbini ortodossi americani nel 1939.
Nel 2000, la Yeshiva University Press e la KTAV Publishing House pubblicarono il suo studio sulla storia del Vaad ha-Hatzala, che vinse un Egit Grant for Holocaust and Jewish Resistance Literature dalla Federazione generale israeliana del lavoro (Histadrut) e ricevette anche il Samuel Belkin Literary Award 1999-2000 per il miglior libro pubblicato da un ex allievo della Yeshiva University nel campo degli studi ebraici.

## Carriera

### Simon Wiesenthal Center

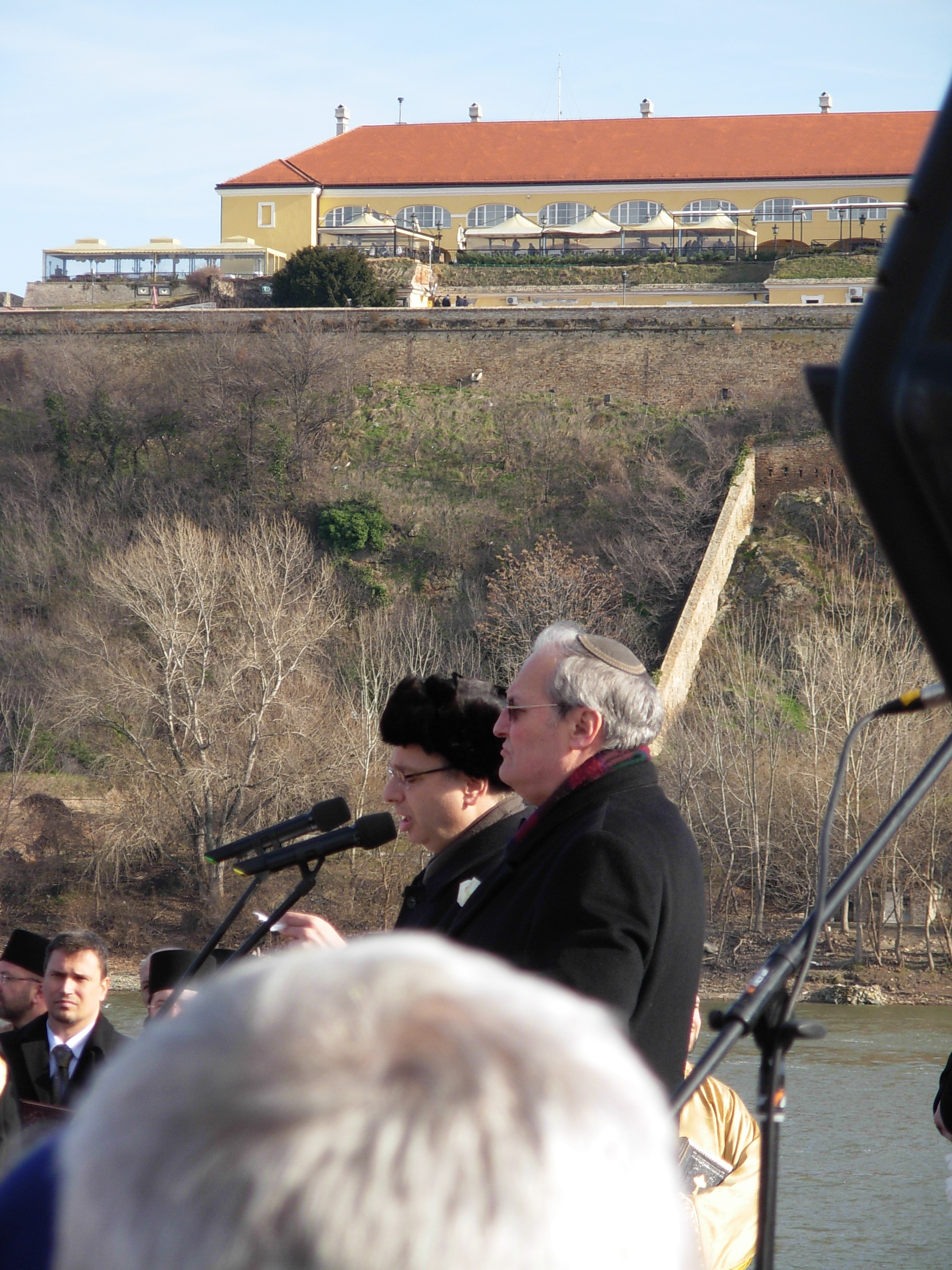
Zuroff a Novi Sad nel 70º anniversario del massacro di Novi Sad.

Nel 1978, fu invitato a diventare il primo direttore del Simon Wiesenthal Center di Los Angeles, dove svolse un ruolo di primo piano nella creazione della biblioteca e degli archivi del centro e fu consulente storico per il documentario del centro, vincitore del premio Oscar, Genocidio. Ritornò in Israele nel 1980, dove prestò servizio come ricercatore per l'Ufficio delle indagini speciali del Dipartimento di Giustizia degli Stati Uniti. I suoi sforzi contribuirono alla preparazione di casi contro numerosi criminali di guerra nazisti che vivevano negli Stati Uniti d'America.
Ritornò al Wiesenthal Center nel 1986 e scoprì la fuga postbellica di centinaia di criminali di guerra nazisti in Australia, Canada, Gran Bretagna e altri paesi.  Ha continuato a coordinare gli sforzi internazionali del centro per assicurare alla giustizia i responsabili dell'Olocausto. Questi sforzi hanno influenzato l'approvazione di leggi speciali in Canada (1987), Australia (1989) e Gran Bretagna (1991) che consentono di perseguire penalmente i criminali di guerra nazisti in quei paesi.
Dopo la caduta del comunismo, la dissoluzione dell'Unione Sovietica, e il risorgere dei nazionalismi in Lituania, Lettonia, Estonia e altre società post-comuniste, Zuroff ha svolto un ruolo importante negli sforzi per convincere ad affrontare la diffusa complicità dei loro cittadini nei crimini dell'Olocausto e a perseguire i collaboratori nazisti locali. La sua difesa pubblica su queste questioni è stata determinante nella presentazione da parte di Lituania e Lettonia di incriminazioni (Aleksandras Lileikis, Kazys Gimžauskas e Algimantas Dailidė ) e/o richieste di estradizione (Konrāds Kalējs e Antanas Gecevičius) contro i responsabili locali dell'Olocausto.
Tuttavia le attività di Zuroff in Romania si rivelarono un fallimento. Il paese non ha perseguito nessuno nell'ambito dell'Operation Last Chance del Centro Simon Wiesenthal e si è anche dimostrato "tecnicamente impossibile" invertire la riabilitazione dei criminali di guerra rumeni.
Nel 1993, Zuroff fu nominato dall'allora ministro degli Esteri Shimon Peres per far parte della commissione d'inchiesta congiunta israelo-lituana istituita per occuparsi delle grazie concesse dalle autorità della Lituania, che aveva da poco riacquistato l'indipendenza, a persone sospettate di crimini di guerra nazisti, che è riuscita fino ad oggi a far annullare dalle autorità lituane circa 200 riabilitazioni concesse a individui che avevano partecipato all'assassinio di ebrei durante l'Olocausto. Nel 2000 ha affermato di aver denunciato le riabilitazioni concesse dal governo lettone a presunti criminali di guerra nazisti e di aver guidato gli sforzi per annullare tali condoni.
Zuroff ebbe un ruolo importante nella denuncia, nell'arresto, nell'estradizione e nel processo di Dinko Šakić, ex comandante del campo di concentramento di Jasenovac degli Ustascia. All'inizio di ottobre 1999, Šakić, che aveva vissuto per più di 50 anni in Argentina, fu condannato a Zagabria a 20 anni di prigione (che era la pena massima prevista dalla legge croata all'epoca) per i suoi crimini nel primo processo di un criminale di guerra nazista in un paese post-comunista.
Nel suo libro Occupation: Nazi-Hunter; The Continuing Search for the Perpetrators of the Holocaust (KTAV; Hoboken, 1994), Zuroff racconta i tardivi tentativi di perseguire i criminali di guerra nazisti nelle democrazie occidentali e spiega le motivazioni di tali tentativi, diversi decenni dopo i crimini. Il libro è stato pubblicato in tedesco da Ahriman Verlag. A partire dal giugno 1999, le attività di Zuroff come cacciatore di nazisti furono oggetto di cinque documentari televisivi. Il primo, intitolato Il cacciatore di nazisti, è stato prodotto da ZDF (Canale 2 tedesco) nel 1999; il secondo, intitolato L'ultimo cacciatore di nazisti, è stato prodotto da SWR (Canale 1 tedesco - stazione regionale) nel 2004 e il terzo, L'ultima caccia ai nazisti, di France 3 (Canale 3), è stato trasmesso nel dicembre 2005. Nel 2009, la BBC ha prodotto "The Search for Dr. Death" che ha seguito Zuroff in Sud America alla ricerca del dottor Aribert Heim, che ha commesso crimini orrendi come medico a Mauthausen. Nel 2012, il canale israeliano 10 ha trasmesso il documentario "Tzayad ha-Natzim ha-Acharon" (L'ultimo cacciatore di nazisti).
Nel 2009, Zuroff criticò la Dichiarazione di Praga. Secondo Zuroff, l'Olocausto non dovrebbe essere equiparato ad altre tragedie, descrivendo la dichiarazione come "il manifesto principale del movimento della falsa equivalenza" e affermando che è sostenuta dai partiti di destra nei paesi dell'Europa orientale.
Nel settembre 2024, Zuroff annunciò che alla fine del mese avrebbe lasciato il Centro Simon Wiesenthal dopo 38 anni.

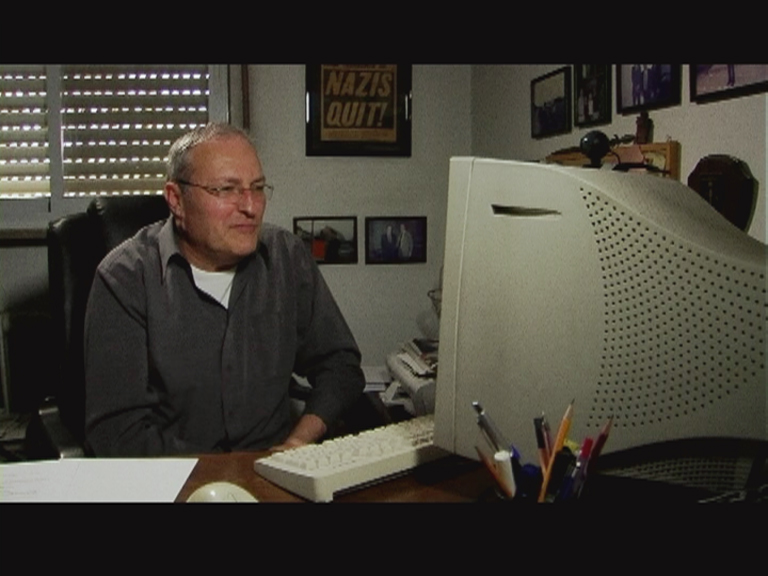
Zuroff al computer

### Operation Last Chance
Nel 2002, insieme ad Aryeh Rubin, fondatore della Targum Shlishi Foundation di Miami, Florida, Zuroff ha lanciato l'Operation Last Chance, che offre ricompense finanziarie per informazioni che facilitino il perseguimento e la punizione dei criminali di guerra nazisti. Ad oggi, il progetto è stato avviato in Lituania, Lettonia, Estonia (tutti nel 2002); Polonia, Romania, Austria (2003); Croazia, Ungheria (2004) e Germania (2005). Il 15 gennaio 2008, il premio è stato aumentato da 10mila a 25mila dollari.
Il suo secondo libro sulla caccia ai criminali di guerra nazisti, Chasseur de nazis (Parigi: Michel-Lafon, 2008), scritto insieme al giornalista francese Alexandre Duyck, prosegue con la storia dei rinnovati sforzi guidati da Zuroff per assicurare alla giustizia i responsabili dell'Olocausto, soprattutto in seguito allo scioglimento dell'Unione Sovietica e alla caduta del comunismo nell'Europa orientale, e si concentra sui risultati ottenuti dall'"Operazione: ultima possibilità". Il libro è stato pubblicato in serbo dalla casa editrice Zavod za udzbenike con il titolo Lovac na naciste nel 2009 e in polacco dalla casa editrice Wydawnictwo Dolnoslaskie con il titolo Lowca Nazistow nel 2010.
Zuroff ha quasi completamente riscritto il libro francese sull'Operazione Ultima Chance in un volume pubblicato in inglese nel 2009 da Palgrave Macmillan: Operation Last Chance: One Man's Quest to Bring Nazi Criminals to Justice. Il libro è stato pubblicato in tedesco da Prospero Verlag alla fine del 2011 con il titolo Operation Last Chance; Im Fadenkreuz des "Nazi Jaegers" e nel 2012 sono state pubblicate versioni aggiornate in serbo, ungherese e finlandese. Nel 2013 Propero Verlag ha pubblicato una versione tedesca aggiornata. Più di recente sono state pubblicate le versioni rumena e croata del libro.
Nel 2006, la sua denuncia a Budapest del criminale di guerra della gendarmeria ungherese Sándor Képíró, condannato ma impunito, ritenuto tra gli ufficiali responsabili del massacro di Novi Sad, dove furono uccisi circa 2000 civili, portò all'apertura di un'indagine penale nei suoi confronti, il cui processo si aprì il 5 maggio 2011. La causa intentata da Képíró contro Zuroff per diffamazione venne respinta. Il 18 luglio 2011 la sentenza di primo grado dichiarò l'innocenza di Sándor Képíró, ma l'accusa presentò ricorso contro la sentenza. Kepiro morì all'inizio di settembre 2011, prima che fosse discusso l'appello. Charles Zentai, accusato di aver ucciso un ebreo di 18 anni, è stato localizzato da Zuroff e il governo ungherese ha chiesto la sua estradizione dall'Australia per essere processato a Budapest.

### Ariberto Heim
Zuroff continuò la caccia al criminale di guerra nazista Aribert Heim dopo la morte di Simon Wiesenthal nel 2005. Il 6 luglio 2008, Zuroff si diresse verso il Sud America come parte di una campagna pubblica per catturare Heim. Il 15 luglio 2008 dichiarò con chiarezza di essere sicuro che Heim fosse vivo e che erano state gettate le basi per catturarlo nel giro di poche settimane. Nell'autunno del 2009, la sua caccia ad Aribert Heim, autore di crimini di guerra nel campo di concentramento di Mauthausen, è stata oggetto di un documentario della BBC intitolato The Search for Dr Death (La ricerca del dottor Morte ), mentre un quinto documentario, Tzayad ha-Natzim ha-Acharon (L'ultimo cacciatore di nazisti), è stato trasmesso sul canale israeliano 10 nel Giorno della Memoria del 2012.
Zuroff reagì tiepidamente alla notizia della morte di Heim avvenuta al Cairo nel 1992. Nel febbraio 2009 osservò che:
Zuroff ammette, tuttavia, che Heim aveva indubbiamente vissuto nascosto in Egitto. Aribert Heim avrebbe ucciso "centinaia di detenuti nel campo di concentramento di Mauthausen in Austria iniettando benzina nei loro cuori ed eseguendo interventi chirurgici e recidendo gli organi senza anestesia", nota Zuroff. In un'intervista del 2011 definì Heim "il suo più grande fallimento". Alla luce delle nuove rivelazioni sulla misura in cui la CIA e l'intelligence della Germania Ovest collaborarono con i criminali nazisti dopo la guerra, Zuroff disse che pensava fosse abbastanza possibile che Heim lavorasse per l'intelligence della Germania Ovest e che questo potesse essere il motivo per cui non fu mai perseguito.

## Pubblicazioni e altre attività
Nel corso degli anni Zuroff ha pubblicato più di 450 articoli su vari argomenti relativi all'Olocausto e su altre questioni di interesse per il mondo ebraico. Le sue pubblicazioni sono apparse su riviste accademiche come Yad Vashem Studies, Simon Wiesenthal Center Annual, Jewish Political Studies Review e American Jewish History, così come sul Los Angeles Times, Süddeutsche Zeitung, Die Tageszeitung, Profil, The Boston Globe, The Jerusalem Post, Tikkun, Jerusalem Report, Arvith, Haaretz, Yediot Achronot, The Jewish Chronicle, Eretz Acheret e altre pubblicazioni.
Zuroff ha tenuto numerose conferenze in tutto il mondo in merito agli sforzi per assicurare alla giustizia i criminali di guerra nazisti. Negli anni 1992-1999 prestò servizio nel Corpo di istruzione delle Forze di difesa israeliane (riserva) e tenne lezioni sul suo lavoro a migliaia di soldati.
Nel 1995 e nel 1996, Zuroff è stato invitato in Ruanda per assistere le autorità locali nei loro sforzi per assicurare alla giustizia i responsabili del genocidio avvenuto nel Paese nella primavera del 1994, e ha ricoperto il ruolo di consigliere ufficiale del governo ruandese.
Il 4 marzo 2020, Zuroff è stato invitato alla conferenza sull'Olocausto del Tennessee presso la First Baptist Church di Greeneville, nel Tennesse, e dove ha tenuto una lezione a circa mille bambini, spiegando loro gli orrori dell'Olocausto e il modo in cui ha contribuito ad arrestare i nazisti che erano fuggiti dalle loro punizioni dopo la guerra.

## Onorificenze
In riconoscimento dei suoi sforzi come cacciatore di nazisti e studioso dell'Olocausto, Zuroff è stato nominato dal presidente serbo Boris Tadić e dai membri del parlamento del Partito Democratico di Serbia come candidato per il Premio Nobel per la Pace 2008.
Il 22 gennaio 2009 gli è stata concessa la cittadinanza onoraria della città serba di Novi Sad, in segno di apprezzamento per l'esposizione di Sándor Képíró, che avrebbe contribuito a organizzare l'omicidio degli ebrei della città.
Il 15 gennaio 2010, Zuroff è stato decorato con l'Ordine del duca Trpimir dal presidente croato Stjepan Mesić per i suoi contributi speciali contro il revisionismo storico e per la riaffermazione dei fondamenti antifascisti della moderna Repubblica di Croazia.
Il 16 febbraio 2017, il presidente della Serbia Tomislav Nikolić ha conferito la medaglia d'oro al merito a Zuroff per i "risultati eccezionali" e la sua "dedizione disinteressata alla difesa della verità sulla sofferenza degli ebrei, e anche dei serbi, dei rom e di altre nazioni durante la seconda guerra mondiale".

## Punti di vista
Zuroff ha ripetutamente rifiutato di caratterizzare il massacro di Srebrenica come genocidio, nonostante quegli omicidi di massa siano stati dichiarati genocidio dalla Corte internazionale di giustizia e dal Tribunale penale internazionale per l'ex-Jugoslavia, ma nega che si sia trattato di genocidio poiché le donne e i bambini piccoli furono risparmiati.
Zuroff ha affermato che l'Holodomor del 1932-1933 in Ucraina "non è sicuramente un genocidio" e ha criticato una legge ucraina che criminalizza l'Olocausto e la negazione dell'Holodomor, definendola "una grossolana distorsione della storia dell'Olocausto tipica degli sforzi per equiparare altre tragedie che non sono le stesse dell'Olocausto con i crimini dei nazisti".

## Vita privata
Zuroff è sposato e ha quattro figli.